# Francesco Formenti
Francesco Formenti (Seregno, 9 gennaio 1947 – Seregno, 13 marzo 2021) è stato un politico italiano.

## Biografia
Titolare di uno studio di architettura a Seregno, fu tra i fondatori della Lega Lombarda insieme a Umberto Bossi.
Venne eletto alla Camera dei deputati con la Lega Nord la prima volta il 21 aprile 1992, rieletto anche alle elezioni politiche del 27 marzo 1994, e poi nuovamente a quelle del 21 aprile 1996. Fece parte della Commissione Ambiente, di cui fu anche presidente, e della Commissione d’Inchiesta sui Rifiuti.. Resta a Montecitorio fino al 2001.
Si è spento a 74 anni dopo una lunga malattia.